# David Erik Holmström
David Erik Holmström, född 6 april 1755 i Stenestads församling, död 2 januari 1835 i Linköping, Östergötlands län, var en svensk häradshövding.

## Biografi
David Erik Holmström föddes 1755 på Dragesholm i Stenestads socken. Han var son till inspektorn Erik Holmström och Beata Fraser. Holmström blev 1776 student vid Lunds universitet och var medlem i Skånska nationen. Han blev 20 augusti 1795 häradshövding i Vifolka och Valkebo häraders domsaga och fick 11 januari 1814 lagmans namn. Holmström avled 1835 i Linköping.

### Familj
Holmström gifte sig 1798 med Anna Maria Fock (1754–1827), dotter till ryttmästaren Arvid Adam Fock.